# ESNA
ESNA ili ESNA European Higher Education News je novinska agencija i novinarska mreža sa sjedištem u Berlinu. Prenosi vijesti i pruža informativne usluge na području europskih politika o visokom obrazovanju i istraživanju. Usluge agencije uključuju višejezične novinske preglede i izvještavanja, dosjee, recenzije knjiga, praćenja istraživanja politika, rasprave, konferencije, izvješća, podcaste, videozapise i prijevode.

## Povijest
ESNA potječe iz časopisa LETSWORK Zeitung für studentische Arbeit („Studentske radne novine”), tromjesečnika koji je 1999. godine u Berlinu prvi put objavila studentska agencija za rad TUSMA. TUSMA radi na zapošljavanju međunarodnih studenata te je osnovala LETSWORK kao kanal za savjetovanje studenata o imigraciji, radnim zakonima i studentskim pravima u visokom obrazovanju.
Godine 2002. LETSWORK je promijenio ime u WORK|OUT European Students’ Review, koji je objavila neprofitna organizacija iz Berlina. Ovo novo oličenje objavljivalo je besplatne i višejezične vijesti u suradnji sa studentima njemačkih, francuskih, talijanskih, poljskih i španjolskih sveučilišnih gradova, a organiziralo je i  konferencije i kulturne događaje u Italiji i Njemačkoj.
Godine 2004. i 2005. WORK|OUT je osvojio talijansku nagradu za inovativan sadržaj i rješenja u tisku i multimediji, Premio Palinsesto Italia. 2006. godine WORK|OUT je prepoznat kao jedan od deset najboljih studentskih časopisa u Njemačkoj.
Kako se WORK|OUT odmaknuo od svojih prvobitnih interesa usmjerenih na studente ka širem području politike i upravljanja visokim obrazovanjem, odjel za studentske recenzije počeo se razvijati u zasebnu organizaciju. Naposljetku, 2008. godine skupina urednika utemeljitelja WORK|OUT-a uvidjela je potrebu za novim profesionalnim kanalom i osnovana je ESNA European Higher Education News.
Od 2014. godine ESNA djeluje na području videonovinarstva, surađujući s filmskom tvrtkom Caucaso iz Bologne (The Golden Temple). Ova je suradnja rezultirala, između ostalog, koprodukcijama University-Business Forum (Berlin, 2014.), Documenting EUROSTUDENT V (Beč, 2015.) i Wie breit ist die Spitze? (Berlin, 2016.) o njemačkoj inicijativi za izvrsnost. Od 2019. godine ESNA je započela projekt United Universities of Europe ili UUU, kojim se dokumentira razvoj saveza europskih sveučilišta.

## Djelokrug
ESNA-ina mreža sastoji se od mladih novinara koji se usredotočuju na vijesti i analize europskih politika o visokom obrazovanju. Obrađivane teme su sljedeće: savezi europskih sveučilišta, međunarodna rang lista sveučilišta, međunarodno zapošljavanje studenata, globalizacija i istraživanje, sustavi tercijarnog obrazovanja, politike i reforme, financiranje visokog obrazovanja i liberalizacija. ESNA također proučava EU politiku i Bolonjski proces s ciljem da istakne socijalne i financijske prepreke sudjelovanju, akademskoj mobilnosti i interkulturnom dijalogu u visokom obrazovanju.

## Mreža i aktivnosti
ESNA upravlja mrežom dopisnika širom Europe. Trenutačno djeluje na četiri razine: 
- Uredništvo u Berlinu
- Dopisnici / slobodni novinari[24]
- Mreža stručnih analitičara
- Partnerske organizacije i partnerski mediji

Drugi način na koji se ESNA integrira sa znanstvenom zajednicom je moderiranje konferencija.

## Politički stavovi
ESNA je novinarski promatrač i izdavač. Prevodi vijesti s izvornih jezika na engleski i njemački kako bi promovirala lakši pristup člancima koji se odnose na europsku politiku visokog obrazovanja i znanosti. U travnju 2005. godine ESNA-in prethodnik WORK|OUT organizirao je konferenciju o cenzuri i slobodnim medijima na sveučilištu Università Iuav di Venezia. Na ovom je događaju Peter Preston, tada urednik The Guardiana, pomogao nadahnuti misiju ESNA-e, koja je trebala biti osnovana tri godine kasnije.